# Shamlugh
Shamlugh là một đô thị thuộc tỉnh Lori, Armenia. Dân số ước tính năm 2011 là 750 người.